# Porto Stanley
Porto Stanley é a capital das Ilhas Malvinas. Está localizada na ilha de Malvina oriental, em uma encosta voltada para o norte em uma das partes mais úmidas das ilhas. No censo de 2016, a cidade tinha uma população de 2 460 habitantes. A população inteira das Ilhas Malvinas foi de 3 398 no censo em 9 de outubro de 2016.
Stanley é representado por cinco membros dos oito membros eleitos da Assembleia Legislativa das Malvinas.

## Instalações e infraestrutura

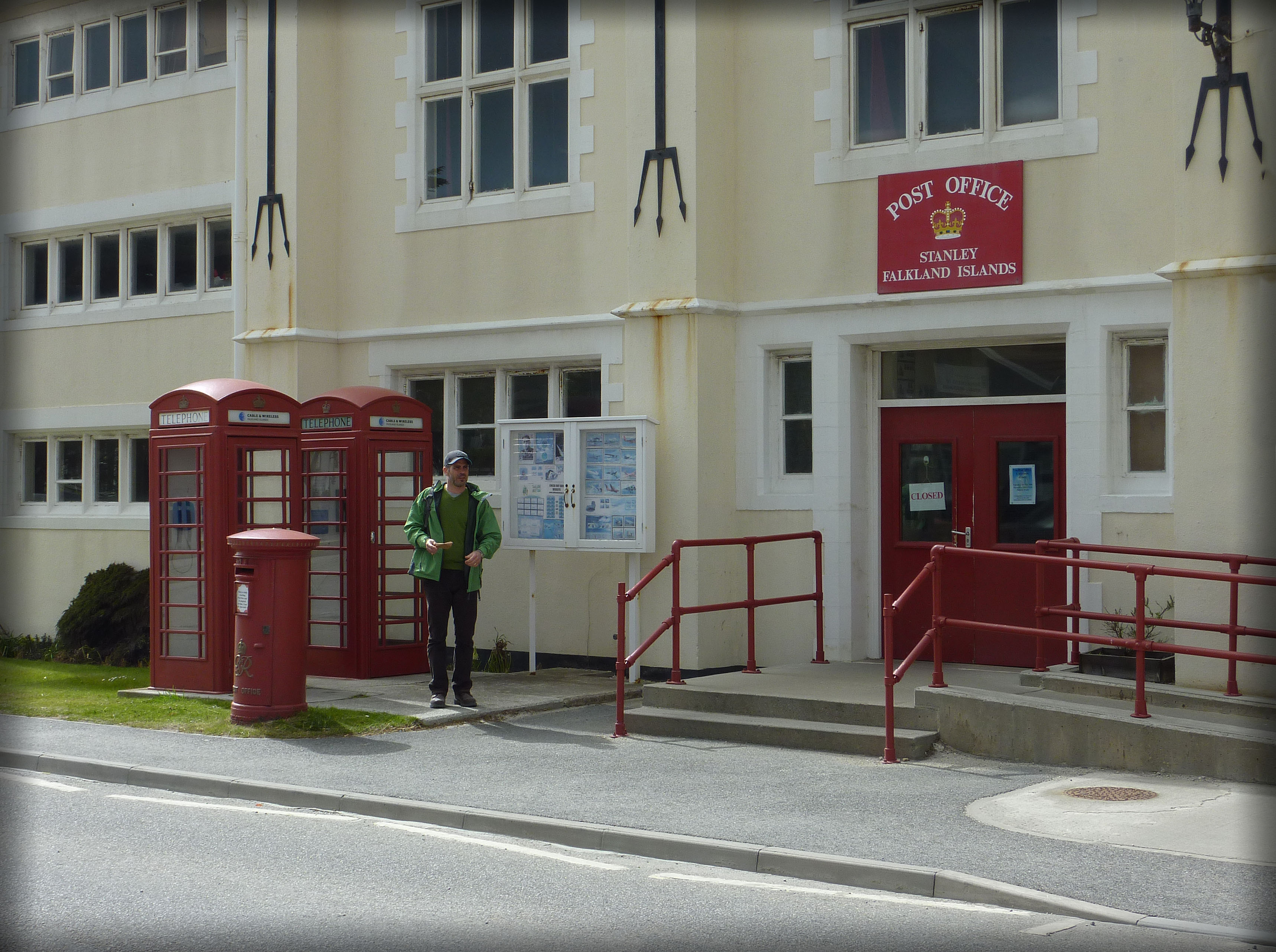
Os correios de Port Stanley, com caixas de correio e telefone vermelhas.

Porto Stanley é o principal centro de compras nas ilhas e o hub da rede de estradas de Malvinas oriental. Atrações incluem o Falkland Islands Museum, Government House—construída em 1845 e a casa do Governador das Ilhas Malvinas e um campo de golfe, bem como um arco de osso de baleia, um polo de totem, vários memoriais de guerra e os destroços marítimos em seu porto. A Falkland Islands Company possui várias lojas. Stanley tem quatro pubs, 11 hotéis e pousadas, três restaurantes, uma loja de peixe e fritas e o principal escritório de turismo. Existem lá três igrejas, incluindo a Anglican Christ Church Cathedral, a catedral anglicana mais ao sul no mundo, e a igreja católica igreja de Santa Maria. Uma unidade de desativação de explosivos na cidade é um legado da Guerra das Malvinas.
A prefeitura serve como uma agência dos correios, agência filatélica, tribunal e salão de dança. A estação de polícia também contêm a única prisão da ilha, com uma capacidade de 13 nas celas.

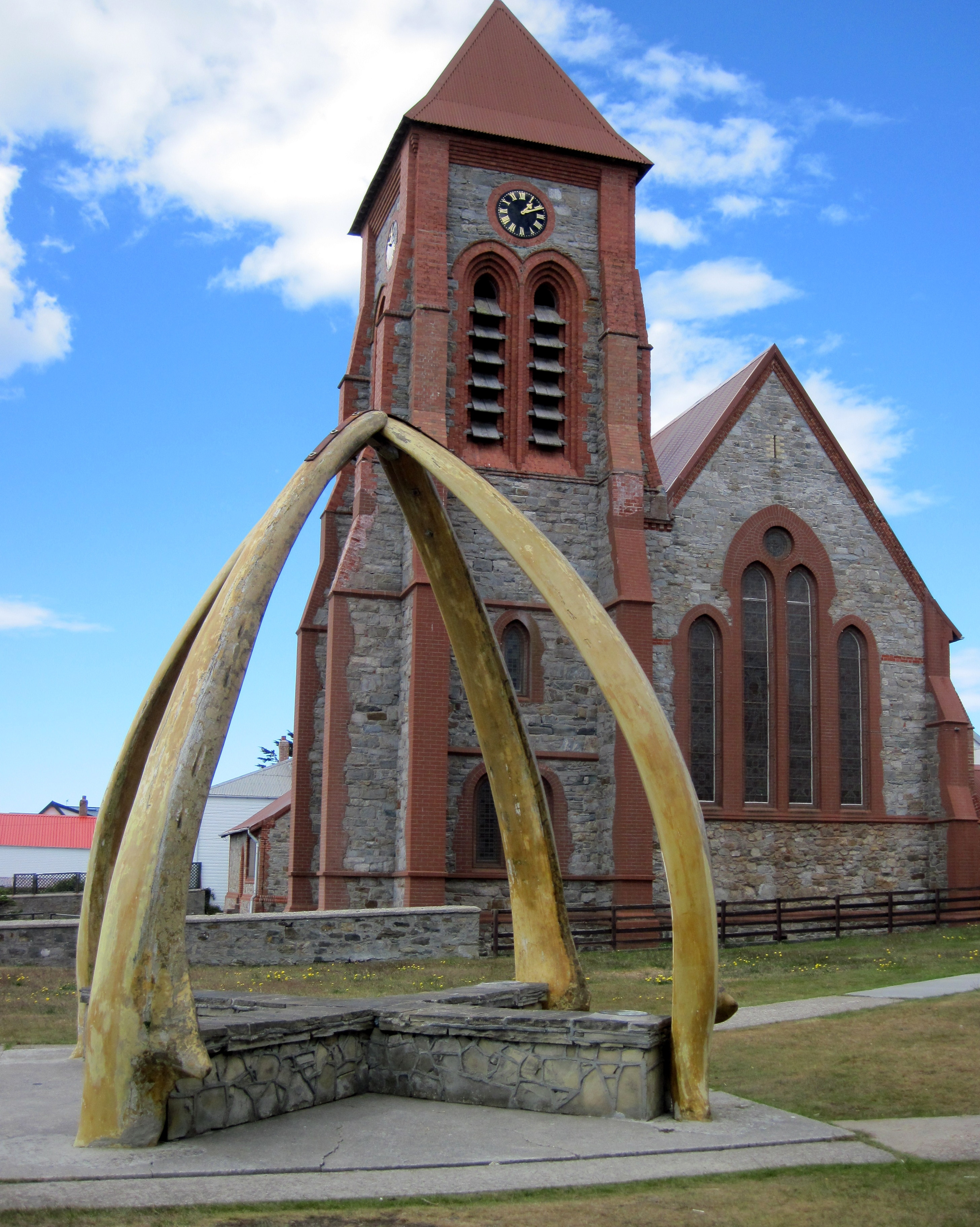
A catedral e o arco de osso de baleia

O centro da comunidade inclui uma piscina (a única pública nas ilhas), um centro de esportes, biblioteca, e escola. Um campo de futebol de grama está localizado no centro comunitário e hospeda jogos regulares.
Stanley Racecourse, localizado no lado oeste de Stanley, lança um encontro de corrida de cavalos de dois dias cada ano em 26 e 27 de dezembro. As corridas de Natal têm sido lançadas aqui por mais de 100 anos.
Stanley Golf Course tem um campo de 18 buracos e uma casa de clube. Está também localizado para o oeste de Stanley.
King Edward VII Memorial Hospital é o principal hospital das ilhas, com consultório e cirurgia médica, departamento de radiologia, cirurgia dental e instalações de emergência.
Várias companhias de táxi e ônibus operam fora de Stanley.
Stanley é também a casa para a Falkland Islands Radio Service (FIRS), o escritório em Stanley da British Antarctic Survey, e escritório do jornal semanal Penguin News.
Uma enfermaria e centro de jardinagem está também aqui, em cujas estufas alguns dos vegetais das ilhas são crescidos.

## História
A capital original das ilhas foi Port Louis para o norte do presente local de Stanley, em Berkeley Sound. Capitães Francis Crozier e James Clark Ross foram recrutados pelo Governador Richard Moody em sua procura para encontrar uma nova capital para as Malvinas. Ambos Crozier e Ross (que são relembrados em Crozier Place e Ross Road em Stanley) estavam entre os mais distinguidos navegantes da Royal Navy. Eles gastaram cinco meses nas ilhas com seus navios Terror e Erebus. Governador Moody (após quem Moody Brook é nomeada) entretanto, decidiu em mover a capital para Port Jackson, qual foi renomeado "Stanley Harbour" após uma avaliação. Stanley Harbour foi considerada em ter uma profunda ancoragem para navios visitantes. Nem todos os habitantes estavam felizes com a mudança, notavelmente um J. W. Whitington é gravado dizendo, "Of all the miserable bog holes, I believe that Mr Moody has selected one of the worst for the site of his town."

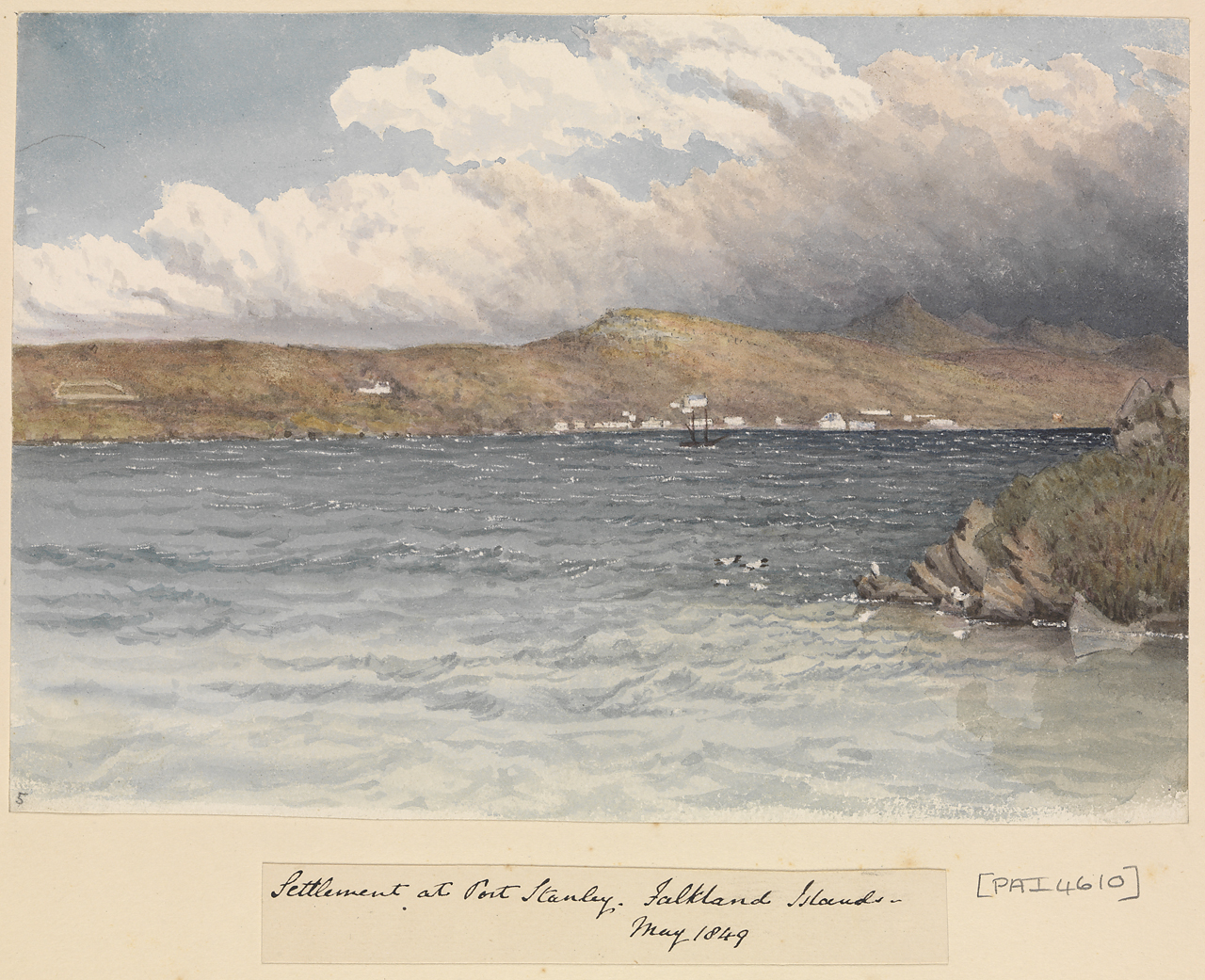
Assentamento em Port Stanley, Maio de 1849, por Edward Gennys Fanshawe

O trabalho no assentamento começou em 1843 e se tornou a capital em julho de 1845. Foi renomeada após Lord Stanley, Secretário de Estado para Guerra e as Colônias na época. Em 1849, 30 Chelsea Pensioners casados foram assentados lá para ajudar com a defesa das ilhas e para desenvolver um novo assentamento.
O assentamento logo cresceu como um porto de água profunda, especializando em primeiro em reparos de navios; de fato, antes da construção do Canal do Panamá, Porto Stanley foi uma maior parada de reparos para navios através do Estreito de Magalhães. As agitadas águas e intensas tempestades encontradas na ponta do continente forçaram muitos navios para Stanley Harbour, e a indústria de reparos de navios ajudou a dirigir a economia da ilha. Mais tarde isso se tornou uma base para baleação e caça às focas no Atlântico Sul e Antártica.
Mais tarde, ainda foi uma importante estação de carvão para a Royal Navy. Isso levou aos navios baseados aqui ser envolvidos na Batalha das Malvinas na Primeira Guerra Mundial, e a Batalha do Rio da Prata na Segunda Guerra Mundial. 
Deslizamentos de terra, causados por excessivo corte de turfa, destruiu parte da cidade em 1879 e 1886, o segundo matou duas pessoas. Ao redor da meia-noite em 29 de novembro de 1878 uma massa negra móvel, de vários pés de altura, estava movendo na dianteira em um ritmo de quatro ou cinco mph. Na próxima manhã a cidade foi cortada em duas; o único caminho para viajar entre as duas partes foi por barco.
Em 1911 as ilhas tinham 3275 habitantes e Porto Stanley tinha 916.

Durante a Segunda Guerra Mundial, um casco em Stanley Harbour foi usado para internar o fascista britânico e Mosleyite Jeffrey Hamm. Um player menor na União Britânica de Fascistas (BUF) devido a sua juventude, Hamm se mudou para as Ilhas Malvinas em 1939 para trabalhar como um professor. Ele foi preso lá em 1940 por sua membrasia na BUF (sob Defence Regulation 18B) e mais tarde transferido para um campo na África do Sul. Libertado em 1941, ele foi mais tarde chamado para o Royal Armoured Corps e serviu até sua dispensa em 1944.

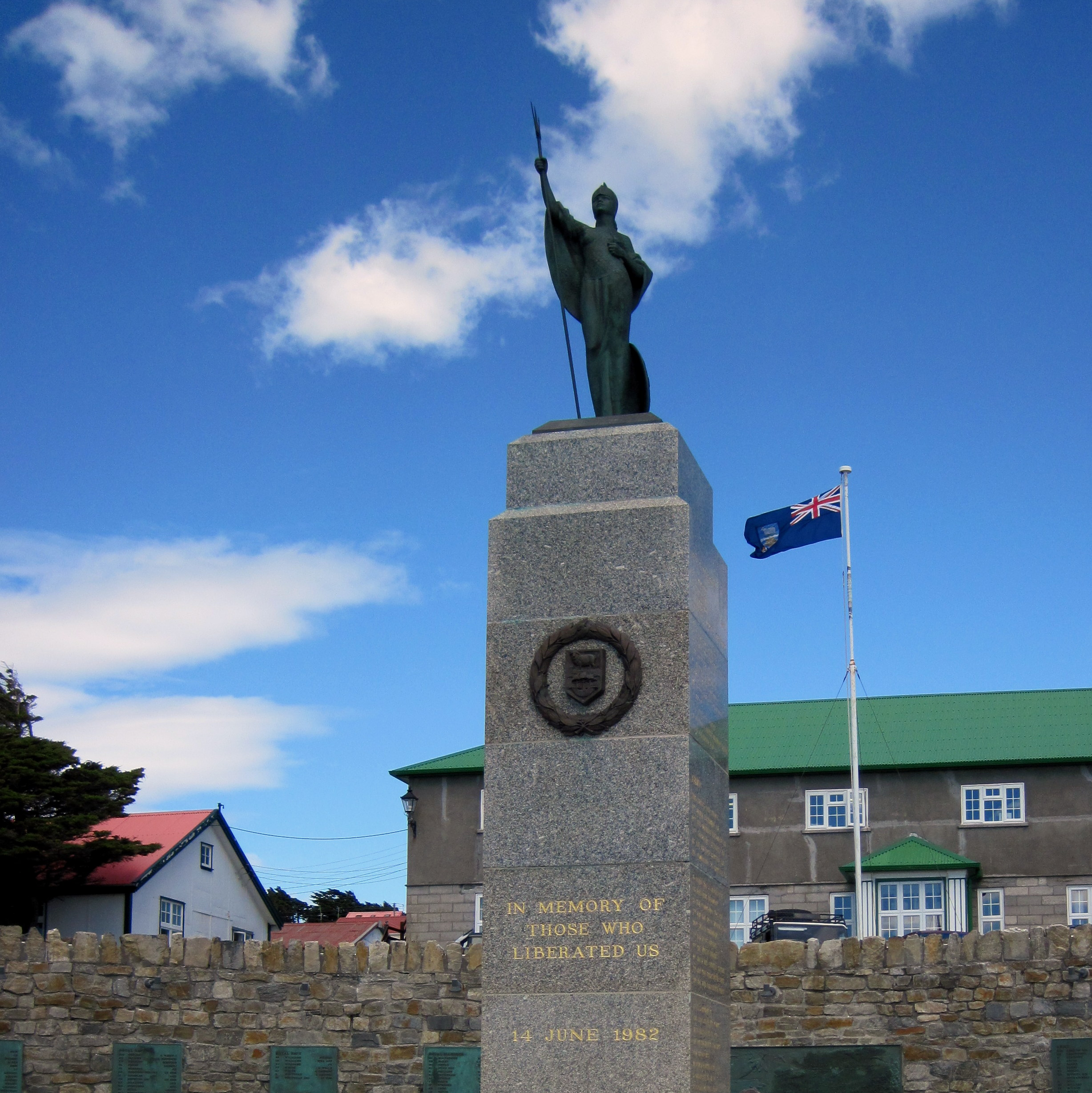
O Memorial de Libertação de 1982, Stanley

O Aeroporto de Stanley é usado para voos internos e providencia conexões para as bases britânicas na Antártica. Foi aberto pela Força Aérea Argentina em 15 de novembro de 1972 (previamente, voos internacionais eram por hidroaviões de Comodoro Rivadavia). Voos para Argentina terminaram após o conflito de 1982. Um voo semanal para Punta Arenas no Chile começou em 1993, qual agora opera fora da RAF Mount Pleasant. Voos de passageiros programados entre o aeródromo de Mount Pleasant e o Reino Unido também são operados duas vezes por semana por um contratante de linha aérea civil em nome da Royal Air Force.
Stanley foi ocupado por tropas argentinas por cerca de 10 semanas durante a Guerra das Malvinas em 1982. Os argentinos renomearam a cidade Puerto Argentino, e apesar de nomes em espanhol para lugares, nas Malvinas eram historicamente aceitas como alternativas, está última considerada para ser extremamente ofensiva por muitos ilhéus. Stanley sofreu considerável dano durante a guerra, de ambas a ocupação argentina e o bombardeio naval britânico da cidade, qual matou três civis. Após os britânicos assegurarem o elevado terreno ao redor da cidade, os argentinos se renderam com nenhuma luta na cidade em si mesma. As praias e terras ao redor foram pesadamente minadas e algumas áreas permanecem marcados campos minados.
Desde a Guerra das Malvinas, Stanley tem se beneficiado do crescimento das indústrias de pesca e turismo nas Ilhas. Stanley em si tem se desenvolvido grandemente naquele tempo, com a construção de uma grande quantidade de casas residenciais, particularmente para o leste do centro da cidade. Stanley é agora mais que um terço maior que foi em 1982.

## Etimologia

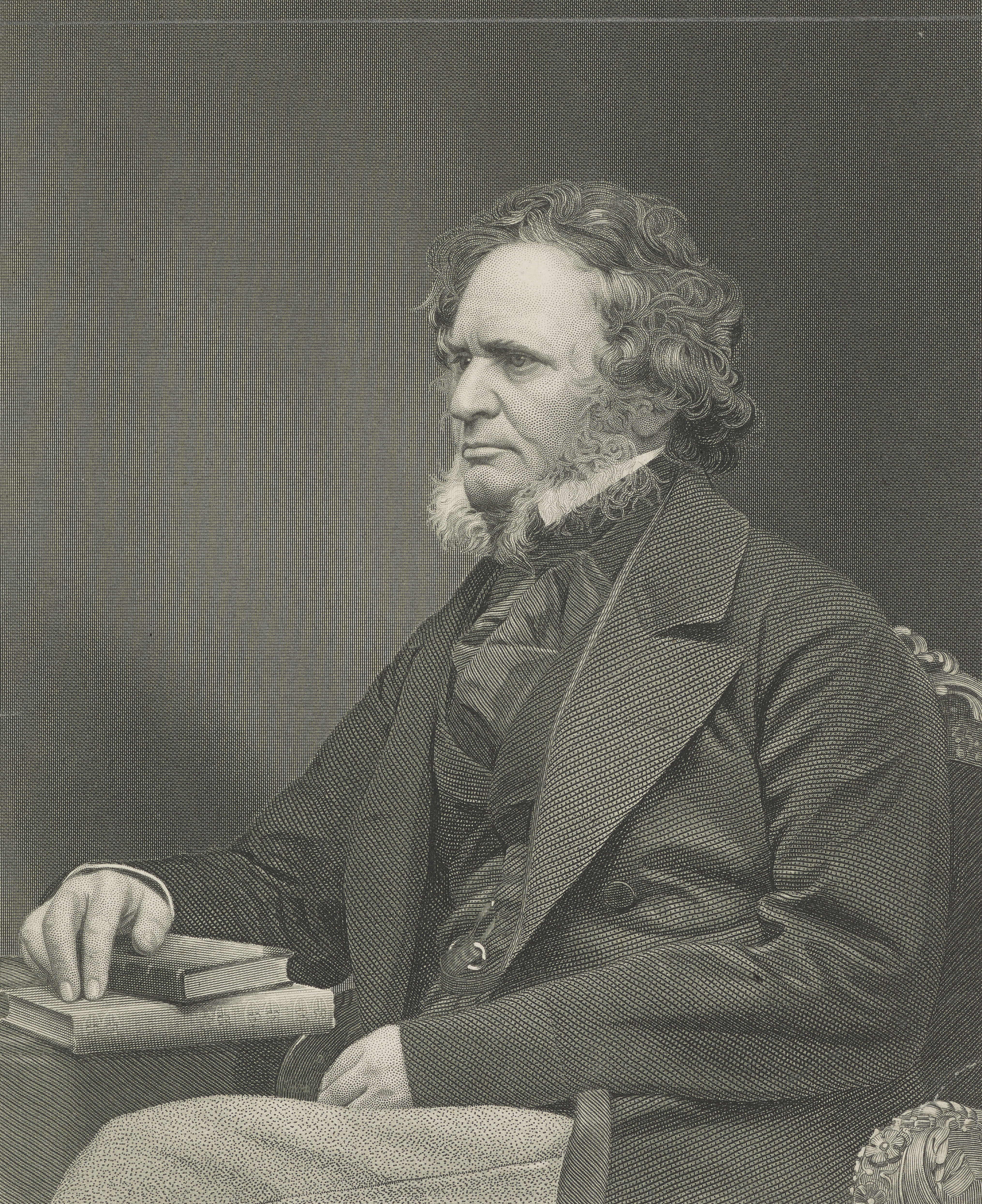
Stanley é nomeado após Edward Smith-Stanley, 14.º Conde de Derby, quem nunca visitou as ilhas

Um número de variantes do nome da cidade têm aparecido em ambos inglês e espanhol. Stanley Harbour foi originalmente conhecido como "Port Jackson", e esse nome teria sido aplicado para a área antes de que a cidade fosse construída. Embora a cidade é oficialmente conhecida como "Stanley", é frequentemente referida para como "Port Stanley", especialmente em reportes britânicos sobre a Guerra das Malvinas. Isso está em linha com vários outros assentamentos ao redor das ilhas, e.x. Port Howard e Port Stephens. Entretanto, "Stanley" sem o prefixo "Port" foi estabelecido longamente antes da guerra, e em 2 de agosto de 1956, o Officer Administering the Government of the Falkland Islands reportou para o Secretário de Estado para as Colônias em Londres como segue:
There is some difficulty over the correct name of the capital. Early despatches contain reference to both Port Stanley and Stanley. Port Stanley was accepted by the Naming Commission set up in 1943 to consider the names then being included on the War Office maps. Local opinion differs on the matter, but there is no doubt that Stanley is now common usage and has been for some considerable time. The capital is defined as Stanley in the Interpretation and General Law Ordinance. In the circumstances I would advise that the correct name for the capital is Stanley.
Falklanders muitas vezes referem para isso simplesmente como "Town".

### Nomes espanhóis e argentinos

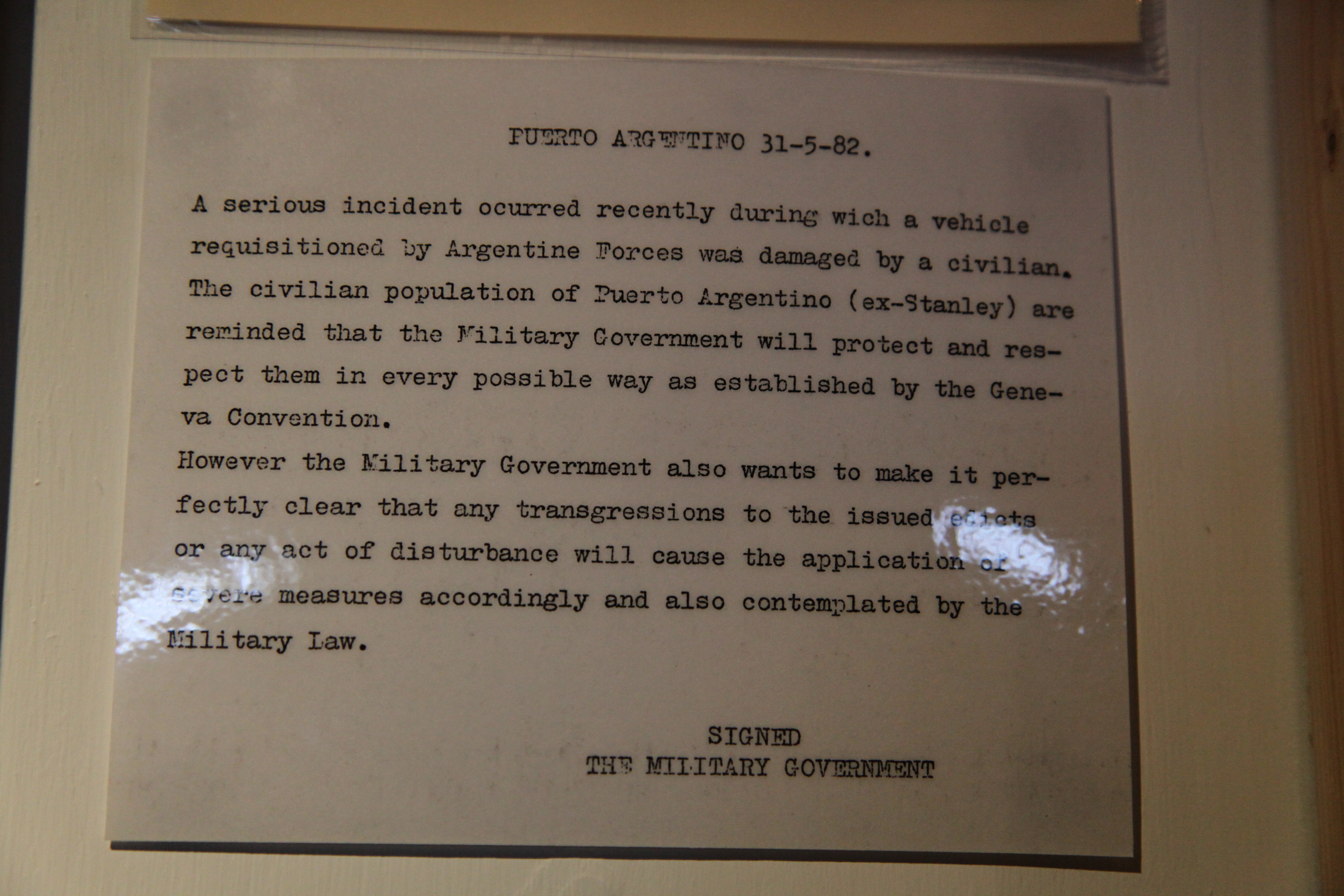
Uma mensagem lançada pelo Governador Militar Argentino durante a ocupação em qual a capital é referida como "Puerto Argentino (ex-Stanley)".

A situação com a versão espanhola do nome é de longe mais complicada. Stanley, ao contrário de Port Louis, a capital anterior das ilhas, foi um novo assentamento fundado pelos britânicos, e portanto não teve um nome espanhol em seu próprio. Muitos falantes de espanhol usam "Puerto Stanley", como uma tradução neutra do nome britânico mas isso é desgostado pelos apoiadores da soberania argentina que recusam em reconhecer nomes em língua inglesa. Apoiadores da reivindicação argentina têm usado vários nomes diferentes, nenhum dos quais são aceitos pelos ilhéus mesmos –
- Puerto Soledad (o porto deMalvina Oriental, conhecido em espanhol como Isla Soledad) – reportado em 1965, mas em fato o velho nome espanhol de Port Louis, a velha capital, não Stanley.
- Puerto Rivero – uma referência para Antonio Rivero, uma controversa figura argentina na história inicial das ilhas. Usado por peronistas e os hijackers de Aerolíneas Argentinas que aterrissaram em Stanley em setembro de 1966. Isso também foi usado para 3–4 de abril de 1982 após a invasão argentina.
- Puerto de la Isla Soledad – uma variante sob Puerto Soledad. Usada em 5 de abril de 1982.
- Puerto de las Islas Malvinas (Port of the Malvinas/Falklands), usado de 6–20 de abril de 1982.
- Puerto Argentino – (Port Argentine), usado então desde 21 de abril de 1982 pelos argentinos, embora em 1994 o Governo Argentino assinou um compromisso para revisar a toponímia relacionada para a ocupação argentina das ilhas.

Durante a ocupação de 1982, Patrick Watts da estação de rádio das ilhas usou circunlocuções para evitar usar nomes argentinos –
"It hurt me greatly to call it [the radio station] Radio Nacional Islas Malvinas, and I used to try to avoid referring to Port Stanley as Puerto Argentino. I called it 'the capital' or the 'largest settlement on the island'" (from Eyewitness Falklands: A personal account of the Falklands campaign)

## Clima
O clima de Stanley é classificado como um clima oceânico subpolar (Cfc), como a temperatura média é maior que 10 °C (50 °F) por dois meses do ano, limitando muito aproximadamente sob um clima de tundra. Ao contrário de climas de tundra típicos, entretanto, os invernos são muito amenos e vegetação cresce lá onde normalmente não poderia em um clima tão perto de ser um clima polar.
As Ilhas Malvinas têm exibido uma tendência de aquecimento em anos recentes; a máxima média diário de janeiro para Mount Pleasant para os anos 1991–2011 é 16,5 °C (61,7 °F) comparado para a média de Stanley de 1961–1990 de 14,1 °C (57,4 °F). Previamente, Stanley tinha um clima de tundra (ET), devido as frias temperaturas de verão (a temperatura média era menos que 10 °C (50 °F) no mês mais quente).
Isso é caracterizado, como o resto do arquipélago, por temperaturas mais ou menos uniformes através do ano e fortes ventos do oeste. Precipitação alcançando 544 mm (21,417 pol) o ano, é no entanto relativamente baixa, e distribuída uniformemente ao longo do ano. Tipicamente, ao menos 1 mm (0,039 pol) de chuva irá ser registrada nos 125,2 dias do ano. As ilhas recebem 36.3% de possível brilho do sol, ou ao redor de 1500–1600 horas ao ano, um nível similar para as partes sulistas da Inglaterra. Temperaturas diurnas são similares para as Northern Isles da Escócia, embora as noites tendem a ser de algum modo mais frias, com geada ocorrendo em mais que 1 em 3 noites (128.4 noites). Neve ocorre no inverno.
Stanley está localizado em uma distância similar do equador como as áreas marinhas de verão quente britânicas de Cardiff e Bristol, ilustrando o relativo frio do clima. No hemisfério norte, áreas de tundra de terras baixas estão localizadas em latitudes mais longe dos trópicos. Muitas capitais europeias também estão localizadas muito mais longe dos trópicos que Stanley está. A maior cidade mais perto de Río Gallegos na Argentina tem um clima ligeiramente mais ameno (temperatura média anual sendo 1,7 °C (35,1 °F) mais alta) devido para sua posição sob o continente sul-americano, embora os verões em toda a parte em esta latitude no hemisfério sul sejam muito frios devido aos grandes efeitos marinhos.
Extremas temperaturas em Stanley variam de −11,1 °C (12 °F) para 26,1 °C (79,0 °F). Mais recentemente, em 23 de janeiro de 1992, o próximo Mount Pleasant Airport registrou 29,2 °C (84,6 °F).
| Dados climatológicos para Stanley, 1961–1990             | Dados climatológicos para Stanley, 1961–1990 | Dados climatológicos para Stanley, 1961–1990 | Dados climatológicos para Stanley, 1961–1990 | Dados climatológicos para Stanley, 1961–1990 | Dados climatológicos para Stanley, 1961–1990 | Dados climatológicos para Stanley, 1961–1990 | Dados climatológicos para Stanley, 1961–1990 | Dados climatológicos para Stanley, 1961–1990 | Dados climatológicos para Stanley, 1961–1990 | Dados climatológicos para Stanley, 1961–1990 | Dados climatológicos para Stanley, 1961–1990 | Dados climatológicos para Stanley, 1961–1990 | Dados climatológicos para Stanley, 1961–1990 |
| Mês                                                      | Jan                                          | Fev                                          | Mar                                          | Abr                                          | Mai                                          | Jun                                          | Jul                                          | Ago                                          | Set                                          | Out                                          | Nov                                          | Dez                                          | Ano                                          |
| -------------------------------------------------------- | -------------------------------------------- | -------------------------------------------- | -------------------------------------------- | -------------------------------------------- | -------------------------------------------- | -------------------------------------------- | -------------------------------------------- | -------------------------------------------- | -------------------------------------------- | -------------------------------------------- | -------------------------------------------- | -------------------------------------------- | -------------------------------------------- |
| Temperatura máxima recorde (°C)                          | 24                                           | 23                                           | 21                                           | 17                                           | 14                                           | 11                                           | 10                                           | 11                                           | 15                                           | 18                                           | 22                                           | 22                                           | 24                                           |
| Temperatura máxima média (°C)                            | 14,1                                         | 14,0                                         | 12,8                                         | 10,3                                         | 7,4                                          | 5,6                                          | 5,1                                          | 6,0                                          | 7,7                                          | 9,9                                          | 11,9                                         | 13,4                                         | 9,8                                          |
| Temperatura média (°C)                                   | 9,6                                          | 9,7                                          | 8,6                                          | 6,5                                          | 4,0                                          | 2,5                                          | 2,0                                          | 2,5                                          | 3,8                                          | 5,7                                          | 7,3                                          | 8,8                                          | 5,9                                          |
| Temperatura mínima média (°C)                            | 5,1                                          | 5,4                                          | 4,5                                          | 2,7                                          | 0,7                                          | −0,5                                         | −1,2                                         | −1,0                                         | −0,2                                         | 1,5                                          | 2,7                                          | 4,4                                          | 2,0                                          |
| Temperatura mínima recorde (°C)                          | −1                                           | −1                                           | −3                                           | −6                                           | −7                                           | −11                                          | −9                                           | −11                                          | −11                                          | −6                                           | −3                                           | −2                                           | −11                                          |
| Precipitação (mm)                                        | 63                                           | 45                                           | 52                                           | 50                                           | 48                                           | 45                                           | 41                                           | 38                                           | 34                                           | 36                                           | 39                                           | 52                                           | 544                                          |
| Dias com chuva                                           | 17                                           | 12                                           | 15                                           | 14                                           | 15                                           | 13                                           | 13                                           | 13                                           | 12                                           | 11                                           | 12                                           | 15                                           | 162                                          |
| Umidade relativa (%)                                     | 78                                           | 79                                           | 83                                           | 87                                           | 88                                           | 89                                           | 90                                           | 87                                           | 84                                           | 80                                           | 74                                           | 76                                           | 83                                           |
| Fonte: Climatic Research Unit, University of East Anglia |                                              |                                              |                                              |                                              |                                              |                                              |                                              |                                              |                                              |                                              |                                              |                                              |                                              |

| Dados climatológicos para RAF Mount Pleasant, 1999–2012 | Dados climatológicos para RAF Mount Pleasant, 1999–2012 | Dados climatológicos para RAF Mount Pleasant, 1999–2012 | Dados climatológicos para RAF Mount Pleasant, 1999–2012 | Dados climatológicos para RAF Mount Pleasant, 1999–2012 | Dados climatológicos para RAF Mount Pleasant, 1999–2012 | Dados climatológicos para RAF Mount Pleasant, 1999–2012 | Dados climatológicos para RAF Mount Pleasant, 1999–2012 | Dados climatológicos para RAF Mount Pleasant, 1999–2012 | Dados climatológicos para RAF Mount Pleasant, 1999–2012 | Dados climatológicos para RAF Mount Pleasant, 1999–2012 | Dados climatológicos para RAF Mount Pleasant, 1999–2012 | Dados climatológicos para RAF Mount Pleasant, 1999–2012 | Dados climatológicos para RAF Mount Pleasant, 1999–2012 |
| Mês                                                     | Jan                                                     | Fev                                                     | Mar                                                     | Abr                                                     | Mai                                                     | Jun                                                     | Jul                                                     | Ago                                                     | Set                                                     | Out                                                     | Nov                                                     | Dez                                                     | Ano                                                     |
| ------------------------------------------------------- | ------------------------------------------------------- | ------------------------------------------------------- | ------------------------------------------------------- | ------------------------------------------------------- | ------------------------------------------------------- | ------------------------------------------------------- | ------------------------------------------------------- | ------------------------------------------------------- | ------------------------------------------------------- | ------------------------------------------------------- | ------------------------------------------------------- | ------------------------------------------------------- | ------------------------------------------------------- |
| Temperatura máxima média (°C)                           | 15,1                                                    | 14,7                                                    | 13,0                                                    | 9,8                                                     | 7,0                                                     | 4,9                                                     | 4,3                                                     | 5,5                                                     | 7,4                                                     | 10,1                                                    | 12,0                                                    | 14,0                                                    | 9,8                                                     |
| Temperatura média (°C)                                  | 10,9                                                    | 10,6                                                    | 9,3                                                     | 6,8                                                     | 4,5                                                     | 2,7                                                     | 2,2                                                     | 3,0                                                     | 4,4                                                     | 6,4                                                     | 7,9                                                     | 9,7                                                     | 6,5                                                     |
| Temperatura mínima média (°C)                           | 6,6                                                     | 6,6                                                     | 5,5                                                     | 3,7                                                     | 2,1                                                     | 0,5                                                     | 0,1                                                     | 0,5                                                     | 1,3                                                     | 2,7                                                     | 3,9                                                     | 5,5                                                     | 3,3                                                     |
| Dias com chuva                                          | 23                                                      | 21                                                      | 23                                                      | 24                                                      | 26                                                      | 26                                                      | 25                                                      | 24                                                      | 21                                                      | 21                                                      | 23                                                      | 23                                                      | 280                                                     |
| Fonte: WeatherSpark                                     |                                                         |                                                         |                                                         |                                                         |                                                         |                                                         |                                                         |                                                         |                                                         |                                                         |                                                         |                                                         |                                                         |

## Educação

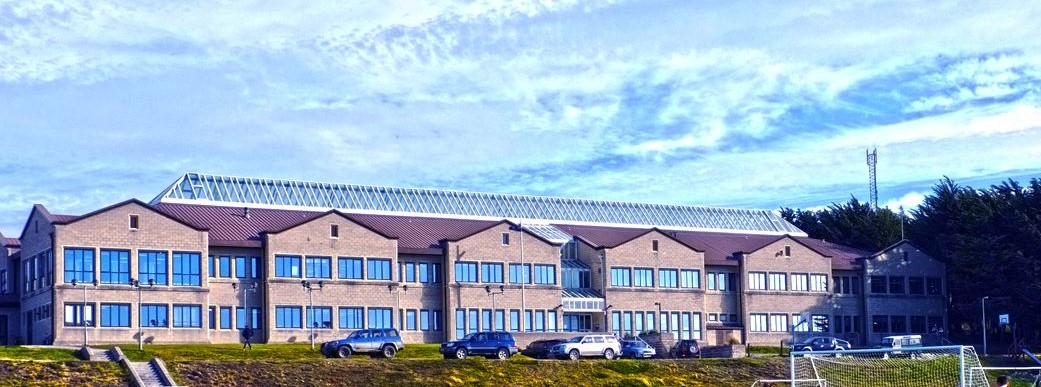
FICS, uma escola de Porto Stanley

A Stanley Infant & Junior School (IJS) está localizada junto com John Street na intersecção com Villiers Street em Stanley. A escola primeiro abriu em 1955 e tem cerca de 250 estudantes entre as idades de quatro e 11.

## Miscelânea

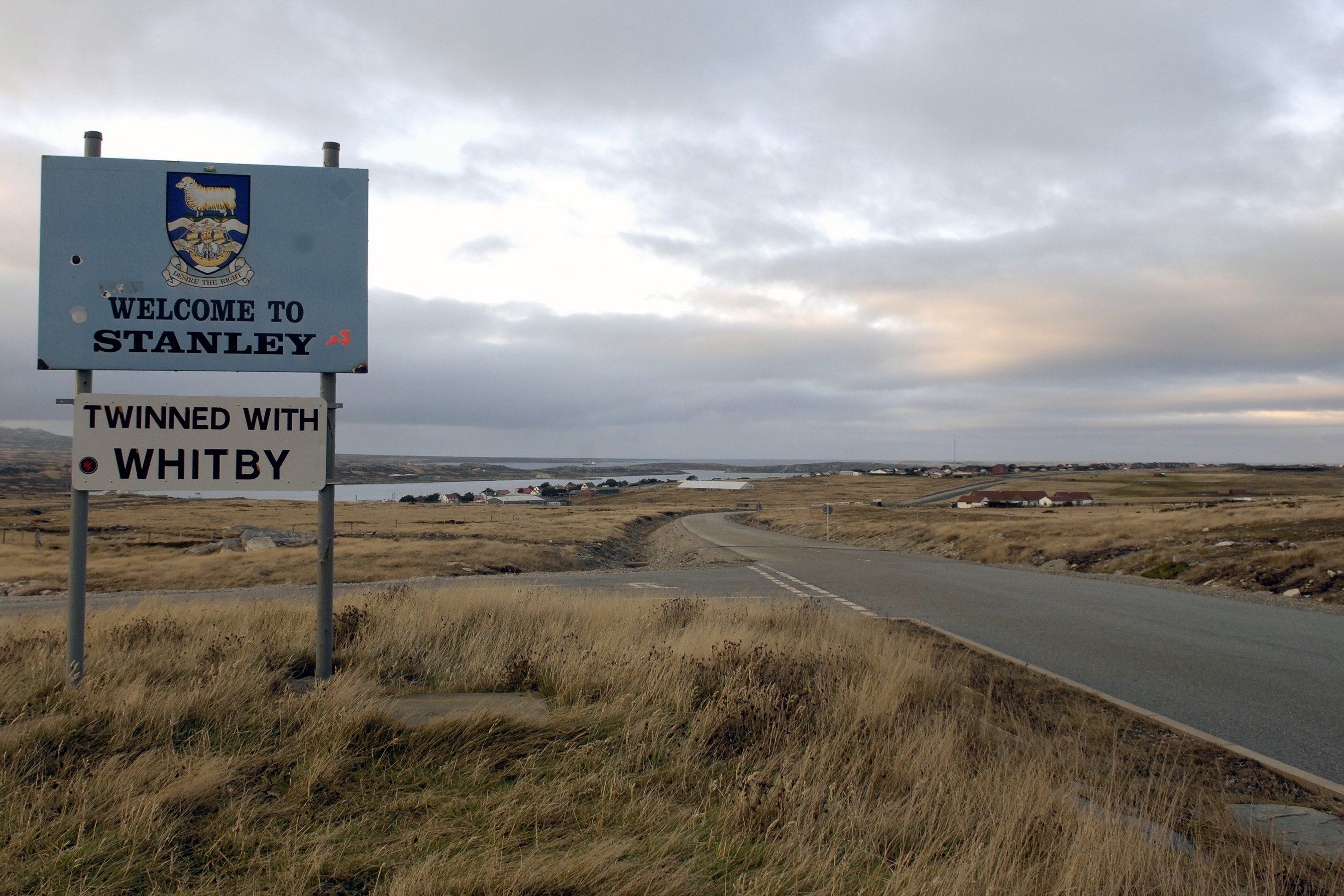
Sinal Welcome to Stanley com Stanley no plano de fundo

Gypsy Cove, conhecida por seus pinguins-de-Magalhães, e Cape Pembroke, o ponto mais ao leste das Malvinas, jaz nas proximidades. Gypsy Cove é quatro milhas (6 km) de Stanley e pode ser alcançado por táxi ou pé.
Hoje, escassamente um terço dos residentes da cidade são empregados pelo governo e turismo é também uma maior fonte de emprego. Sob dias quando dois ou mais navios cruzeiros largos aportam na cidade, turistas frequentemente excedem os residentes locais.
Turfa foi uma vez uma proeminente fonte de aquecimento/combustível em Stanley, e pilhas ocas de turfa seca sob cobertura podem ainda ser vistas por uma casa ocasional.
Stanley está geminado com Whitby em North Yorkshire, e Airdrie em North Lanarkshire, ambos no Reino Unido.

## Pessoas notáveis associadas com Stanley
- McDonald Hobley (1917 em Stanley – 1987), um dos primeiros anunciantes de continuidade da BBC Television de 1946 até 1956[17]
- Alejandro Betts (nascido em 1947 em Stanley), um controlador aéreo de tráfego e historiador argentino nascido nas Falklands, notável[18] por ser o único Ilhéu Faklander em apoiar a reivindicação da Argentina para as Ilhas Falkland